# Đặng Xá
Đặng Xá là một xã thuộc huyện Gia Lâm, thành phố Hà Nội, Việt Nam.

## Địa lý
Xã Đặng Xá nằm ở phía bờ nam sông Đuống của huyện Gia Lâm, có vị trí địa lý:
- Phía đông giáp xã Phú Thị
- Phía tây giáp xã Cổ Bi
- Phía nam giáp thị trấn Trâu Quỳ và xã Phú Thị
- Phía bắc giáp xã Phù Đổng.

Xã Đặng Xá có diện tích là 6,03 km², dân số năm 2022 là 21.312 người, mật độ dân số đạt 3.534 người/km².

## Hành chính
Xã Đặng Xá được chia thành 10 thôn: An Đà, Cự Đà, Đặng, Đổng Xuyên, Hoàng Long, Kim Âu, Lời, Lở, Nhân Lễ, Viên Ngoại và 7 tổ dân phố 1, 2, 3, 4, 5, 6, 7 khu đô thị Đặng Xá.

## Lịch sử
Xã Đặng Xá trước đây nằm trên địa bàn 2 xã: Đặng Xá và Lê Xá thuộc tổng Đặng Xá, huyện Gia Lâm, phủ Thuận An.
Thời Hùng Vương, Đặng Xá thuộc bộ Vũ Ninh thời Việt Cổ, sau đó thuộc đạo Bắc Giang thời Đinh, lộ Bắc Giang thời Tiền Lê và Lý.
Thời Trần, Đặng Xá thuộc lộ Kinh Bắc.
Trong thời kỳ thuộc Minh, Đặng Xá thuộc phủ Bắc Giang.
Từ năm 1428, Đặng Xá thuộc Bắc Đạo.
Năm 1466, Đặng Xá thuộc thừa tuyên Bắc Giang.
Năm 1469, Đặng Xá thuộc huyện Gia Lâm và huyện Tiên Du, phủ Thuận An, thừa tuyên Kinh Bắc.
Năm 1490, Đặng Xá thuộc xứ Kinh Bắc.
Thời Mạc (1527–1592), phủ Thuận An thuộc trấn Hải Dương, Đặng Xá thuộc huyện Gia Lâm, phủ Thuận An, trấn Hải Dương (từ năm 1593, triều đình Lê – Trịnh đưa phủ Thuận An trở về thuộc trấn Kinh Bắc) và huyện Tiên Du, phủ Từ Sơn, trấn Kinh Bắc.
Thời Chúa Trịnh (thế kỷ thứ XVIII) xác định rõ đây là vùng đất Đế vương đã cho xây Hành cung Cổ Bi và dự định dời đô từ Thăng Long về Cổ Bi. Một phần đất của xã Đặng Xá nằm trong khu vực hành cung ấy.
Đầu thế kỷ XIX, xã Đặng Xá thuộc tổng Đặng Xá, huyện Gia Lâm, phủ Thuận An (Thuận Thành). Xã Lê Xá thuộc tổng Kim Sơn, huyện Gia Lâm, phủ Thuận An (Thuận Thành); xã Đổng Xuyên thuộc tổng Phù Đổng, huyện Tiên Du, phủ Từ Sơn đều thuộc xứ kinh Bắc (sau này là tỉnh Bắc Ninh). Trong đó:
- Xã Đặng Xá gồm có 5 thôn: Cự Đà (làng Gồm), Đặng (Kẻ Đặng), Lễ (làng Lở), Lê (làng Lời), Sa Long.
- Xã Lê Xá gồm 5 thôn: Hoàng Hà, Viên Ngoại (Kẻ Ngoài), Nhân Lễ (Lợ), Kim Âu (làng Âu), An Đà (Kẻ Già).
- Xã Đổng Xuyên vốn là thôn Đổng Xuyên (làng Gióng Mốt).

Cuối năm 1946, đổi tên xã Đặng Xá thành xã Kiến Trúc và đổi tên xã Lê Xá thành xã Đại Thanh.
Tháng 5 năm 1948, Ủy ban Kháng chiến Hành chính tỉnh Bắc Ninh Quyết định. Theo đó:
- Hợp nhất 2 xã Đại Thanh và Kiến Trúc thành xã Quyết Tiến.
- Sáp nhập thôn Sa Long thuộc xã Kiến Trúc với thôn Hoàng Hà thuộc xã Đại Thanh thành thôn Hoàng Long thuộc xã Quyết Tiến.

Ngày 20 tháng 4 năm 1961, Quốc hội ban hành Nghị quyết về việc sáp nhập xã Quyết Tiến vào thành phố Hà Nội quản lý.
Ngày 31 tháng 5 năm 1961, Hội đồng Chính phủ ban hành 78-CP. Theo đó, xã Quyết Tiến thuộc huyện Gia Lâm, thành phố Hà Nội quản lý.
Năm 1965, Chính phủ ban hành Quyết định về việc đổi tên xã Quyết Tiến thành xã Đặng Xá.
Ngày 15 tháng 3 năm 1967, thành phố Hà Nội ban hành Quyết định về việc sáp nhập thôn Đổng Xuyên (Gióng Mốt) thuộc xã Phù Đổng, vào xã Đặng Xá.
Ngày 27 tháng 7 năm 2020, UBND TP. Hà Nội ban hành Quyết định số 3284/QĐ-UBND  về việc:
- Thành lập TDP Số 1 KĐT Đặng Xá trên cơ sở khu đô thị Đặng Xá gồm các tòa nhà D15, D16 và Lô biệt thự 1, 2, 3, 4 với 348 hộ.
- Thành lập TDP Số 2 KĐT Đặng Xá trên cơ sở khu đô thị Đặng Xá gồm các tòa nhà CT7A, CT7B, CT8A, CT8B, CT8C và Lô biệt thự 6, 7, 8, 9 với 460 hộ.

## Kinh tế - xã hội
Xã Đặng Xá nằm trong vùng đồng bằng Bắc bộ, có nét đặc trưng vùng "tam giác" sông Hồng, sông Đuống (Thiên Đức) nên địa hình bằng phẳng. Đến nay, đất đai đồng ruộng Đặng Xá còn đậm dấu tích quá trình bồi đắp phù sa của sông Nghĩa Giang - một nhánh lớn của sông Thiên Đức xưa, nay sông bị triệt dòng, đã và đang biến dạng thành một dải ao, hồ, chạy dọc theo đường Ỷ Lan, từ thôn Lời, qua thôn Hoàng Long, Viên ngoại, Nhân Lễ, qua xã Phú Thị, xã Dương Xã, xã Dương Quang, rồi sang huyện Văn Lâm, tỉnh Hưng Yên.
Những năm trước đây, trên địa bàn Đặng Xá ngoài các cây trồng chủ lực là lúa, ngô, rau, nhiều thôn trong xã còn phát triển nghề trồng dâu, nuôi tằm (chủ yếu ở thôn Đổng Xuyên). Có thời điểm diện tích cây dâu ở Đặng xá lên tới 100 mẫu. Ngoài thế mạnh về nghề nông, nghề thủ công ở Đặng xá cũng phát triển sớm. Đó là nghề đúc lưỡi cày gang ở thôn Nhân Lễ mà trong vùng quen gọi là cày Lợ nức tiếng cả vùng. Đó là nghề thợ xây (hay còn gọi là thợ Ngõa) ở thôn Lở phát triển mạnh. Bàn tay tài hoa của người thợ nề thôn Lở đã xây dựng được nhiều công trình có tiếng ở cả thành thị và nông thôn, nhất là các công trình dân dụng, văn hoá... đòi hỏi kỹ, mỹ thuật cao.
Những năm gần đây, thực hiện chương trình chuyển dịch cơ cấu cây trồng, xã Đặng Xá đã mở hàng chục lớp tập huấn chuyển giao các tiến bộ kỹ thuật về giống vào sản xuất. Qua đó đã vận động hầu hết các nông hộ có diện tích đất bãi chuyển hầu hết diện tích trồng ngô sang trồng rau theo quy trình an toàn VietGap, trồng chuối và các cây ăn quả có giá trị, mạng lưới tiêu thụ đã mở rộng tới nhiều tỉnh thành, các siêu thị, nhà hàng, khách sạn cao cấp...
Đầu tư xây dựng đồng bộ các công trình điện, đường, trường, trạm, Thủy lợi, Nước sạch, Thông tin, Cảnh quan, môi trường trên toàn xã đạt chuẩn các mục tiêu quốc gia trong xây dựng nông thôn mới; đặc biệt các trường THCS, Tiểu học, Trạm y tế đều đạt chuẩn Quốc gia.
Năm 2018, Đảng bộ xã Đặng xá có 464 đảng viên sinh hoạt tại 21 chi bộ, Đảng bộ nhiều năm liên tục được công nhận là tổ chức cơ sở đảng TSVM. Các đoàn thể quần chúng hoạt động đồng đều, có chất lượng đáp ứng yêu cầu nhiệm vụ chính trị, trong đó hội LHPN hoạt động xuất sắc, có nhiều sáng tạo thường được Hội LHPN huyện chọn làm điểm thực hiện nhiều đề án, dự án, phong trào lớn của Huyện hội.

## Văn hoá

### Di tích
Truyền thuyết về cậu bé làng Gióng phát tích từ Đổng Xuyên (Gióng Mốt) đánh giặc Ân thời Hùng Vương thứ 6 đã trở thành truyền thống chống ngoại xâm của dân tộc Việt Nam.
Cũng giống như nhiều làng việt cổ, đời sống văn hóa của người dân địa phương mang đậm dấu ấn của nền văn minh lúa nước (hay còn gọi là văn minh đình làng) các thôn làng của xã Đặng xá đều có hệ thống đình, chùa được xây dựng từ lâu đời để đáp ứng yêu cầu sinh hoạt tín ngưỡng và văn hóa tâm linh của người dân địa phương:
- Đình Gióng Mốt, được mang tên nôm của làng Đổng Xuyên, thờ Thánh Mẫu - người đã sinh thành và giáo dưỡng Phù Đổng Thiên Vương. được xếp hạng di tích nghệ thuật cấp quốc gia năm 1995 [7]; Ngoài ra đình thôn Đổng Xuyên còn được phối thờ Hoàng Hoài đạo vương Nguyễn Nộn, một vị tướng thời Lý (người xã Phù Dực, huyện Tiên Du). Chùa Gióng Mốt, năm 1979 được chuyển từ bãi sông Đuống, năm 1998 được nhà nước đầu tư tôn tạo; chùa còn có một hiện vật rất quý đó là một bát hương đá hình chữ nhật cao khoảng 45 cm. Xung quanh khắc chìm hoa cúc, rồng chầu, kiếm và nhiều hoa văn...
- Đình làng Hoàng Long thờ Nhị vị Thành hoàng Ất Sơn Quý Minh và Viễn Sơn Linh Thánh - là 2 tướng giỏi từ thời Hùng Vương thứ 18.
- Đình làng Viên Ngoại và làng Nhân Lễ thờ thành hoàng là Ả lã công chúa Quỳnh Châu con vua Trần Anh Tông. Chúa Khả cứu, còn gọi là chùa Lợ (mang tên nôm thôn Nhân Lễ, tương truyền được xây dựng vào thời Trần (cách đây khoảng 700 năm); dấu ấn ngôi chùa Nhân Lễ nay chỉ còn lại nền móng cũ và 3 pho tượng cổ hiện đang gửi ở chùa thôn Yên Bình, xã Dương Xá.
- Đình làng thôn Kim Âu thờ Linh lang Đại Vương (tên thật là Huệ Võ Vương Quốc Chẩn - là con trai thứ hai của vua Trần Nhân Tông). Chùa Kim Âu có tên tự là Am Vàng, nằm trong khuôn viên di tích đình chùa và miếu Kim Âu. Chùa Kim  Âu được Thành phố Hà Nội xếp hạng DTLS kiến trúc nghệ thuật (năm 2008).
- Đình An Đà, Cự Đà thờ chung Thành Hoàng Quận công Vĩnh An - một vị tướng từ thời Hùng Vương thứ 6 đã có công giúp đỡ và hướng dẫn nhân dân 2 thôn làm nghề nông. Chùa làng An Đà bị thực dân Pháp đốt năm 1942. Miếu Gồm, mang tên nôm của làng Cự Đà, còn có tên là Miếu Hai cô, thờ Chúa Thượng Ngàn.
- Đình thôn Đặng thờ vọng Thiên Thần Độc cước. Chùa Đặng, còn có tên "Linh Sơn Sùng Pháp Tự".
- Đình thôn Lở thờ Thành Hoàng Làng là Hoàng Tử Nhật Trung (con trai thứ hai của vua Lý Thái Tông) và thờ một cung phi người làng Lở thời Trần Thái Tông (là người có công giúp dân làng xây chùa và khế ước của thôn). Chùa làng Lở còn có tên "Chùa Sùng tích", có quả chuông đồng "Sùng Tích Tự Chung" niên đại 1797.
- Đình thôn Lời thờ Đoàn Thượng - một vị tướng tài giỏi, một trung thần triều nhà Lý. Nghè thôn Lời, trong những năm trước Cách mạng Tháng tám (1939 -1945), được tu sửa, trở thành lớp học (bằng chữ Quốc ngữ) đầu tiên của xã Đặng Xá.

### Truyền thống[8]
Trong thời đại Hồ Chí Minh, dưới sự lãnh đạo của Đảng Cộng sản, đấu tranh giành độc lập dân tộc, giai đoạn chống Pháp, chống Mỹ và sự nghiệp xây dựng, bảo vệ Tổ Quốc, xã Đặng Xá đã có nhiều đóng góp cả về sức người và sức của. Trong thời kỳ kháng chiến chống Pháp, Đặng Xá đã giác ngộ phát triển được đội ngũ nòng cốt khá đông đảo, với 16 cán bộ cách mạng trước năm 1945 và cán bộ tiền khởi nghĩa, đồng thời xây dựng được hàng chục cơ sở cách mạng bí mật. Lực lượng du kích Xã đã phối hợp với bộ đội chủ lực và du kích trong vùng phá vỡ âm mưu lập tề và nhiều trận càn của địch. Trong thời kỳ này, nhân dân Đặng xá đã nộp gần 8 vạn đồng tiền Đông dương thuế ruộng đất cho kháng chiến, đã mua 3 vạn đồng Đông dương công phiếu kháng chiến. Hàng trăm thanh niên tình nguyện đi bộ đội và thanh niên xung phong, có 445 người đi dân công phục vụ chiến dịch Biên giới. Thời kỳ kháng chiến chống Mỹ và bảo vệ Tổ Quốc xã Đặng Xá thực hiện tốt khẩu hiệu "Thóc không thiếu một cân, quân không thiếu một người" và phong trào "Mỗi người làm việc bằng hai vì miền Nam ruột thịt". Lớp lớp thanh niên Đặng Xá hăng hái xung phong lên đường đánh giặc. Có nhiều thanh niên đang học Đại học, là con duy nhất của liệt sỹ, người trung niên cũng xung phong vào bộ đội... Nhiều người trở thành cán bộ cao cấp của Đảng, Nhà nước, Quân đội, tiêu biểu là các đồng chí: 
- Thượng tướng Bùi Phùng (thôn Lời) Thứ trưởng Bộ Quốc phòng; Ủy viên TW Đảng khoá IV, V; Đại biểu QH khoá VII, VIII - Huân chương Hồ Chí Minh; Huân chương Quân công H1.
- Thiếu tướng Nguyễn Xuân Hòe (thôn Đổng Xuyên) - Huân chương Quân công H2.
- Thiếu tướng Bùi Quang Vinh - Huân chương Quân công H3.
- Đại tá, PGS. TS. Nguyễn Quốc Chiến - Nhà giáo ưu tú, Huân chương Bảo vệ Tổ quốc H1.

Xã Đặng Xá có 15 bà mẹ được phong tặng và truy tặng danh hiệu Bà mẹ Việt nam Anh hùng; 2 Anh hùng LLVT nhân dân và 128 liệt sỹ được Tổ quốc ghi công.
Đảng bộ, chính quyền và nhân dân xã Đặng Xá đã vinh dự được Đảng, Nhà nước trao tặng Huân chương kháng chiến hạng Nhì và  danh hiệu Anh hùng Lực lượng vũ trang nhân dân thời kỳ chống Pháp.
Những giá trị truyền thống tốt đẹp của vùng đất Đặng Xá được hun đúc qua chiều dài lịch sử dựng nước và giữ nước, được bồi đắp qua các thế hệ, tạo thành sức mạnh tinh thần to lớn. Trong thời kỳ Đổi mới, Đảng bộ và nhân dân xã Đặng Xá cùng nhau đoàn kết vượt qua mọi khó khăn, viết tiếp những trang sử mới, góp phần làm rạng rỡ quê hương, xây dựng Đặng Xá ngày càng giàu đẹp, văn minh.

## Giao thông
Hệ thống giao thông quan trọng ở xã Đặng Xá:
- Quốc lộ 5: Hà Nội - Hải Phòng là ranh giới của xã với thị trấn Trâu Quỳ
- Đường Ỷ Lan, nguyên là đoạn đường tỉnh lộ 179 nối từ dốc Lời cắt qua quốc lộ 17 tại ngã tư Sủi, tới quốc lộ 5 tại ngã tư Phú Thụy.
- Đường đê hữu Đuống (đê Vàng, qua Đặng Xá tới Lệ Chi.
- Đường trong khu đô thị Đặng Xá
- Các tuyến xe buýt kết nối trực tiếp với Trung tâm Thành phố:
  - 100: BX Long Biên, Yên Phụ - Khu đô thị Đặng Xá.
  - 158: BX Yên Nghĩa, Hà Đông - Khu đô thị Đặng Xá.
  - 52B: CV Thống Nhất - Đặng Xá
- Các tuyến xe buýt Hà Nội đi qua địa bàn Đặng Xá:
  - 52A (CV Thống Nhất - Lệ Chi): qua phố Sủi.
  - 40A (CV Thống Nhất - Như Quỳnh, Hưng Yên): qua QL5.
  - 40B (CV Thống Nhất - Văn Lâm, Hưng Yên): qua QL5.
  - 202 (BX Gia Lâm, Q. Long Biên - BX Hải Dương): qua QL5.
  - 204 (BX Long Biên, Yên Phụ - Thuận Thành, Bắc Ninh): qua phố Sủi.
  - 205 (BX Lương Yên, Nguyễn Khoái - BX Hưng Yên): qua QL5.
  - 208 (BX Giáp Bát - BX Hưng Yên): qua QL5.

Ngoài hệ thống kết nối giao thông đường bộ kể trên, Đặng Xá còn được kết nối với hệ thống giao thông đường thủy nội địa trên sông Đuống tại Bến Lời.